# Asada Daiki
Daiki Asada (浅田大樹 Asada Daiki, sinh ngày 5 tháng 4 năm 1989 ở Saitama) là một cầu thủ bóng đá người Nhật Bản thi đấu cho Fujieda MYFC.

## Thống kê câu lạc bộ
Cập nhật đến ngày 23 tháng 2 năm 2018.
| Thành tích câu lạc bộ | Thành tích câu lạc bộ | Thành tích câu lạc bộ | Giải vô địch | Giải vô địch | Cúp                   | Cúp                   | Tổng cộng | Tổng cộng |
| Mùa giải              | Câu lạc bộ            | Giải vô địch          | Số trận      | Bàn thắng    | Số trận               | Bàn thắng             | Số trận   | Bàn thắng |
| Nhật Bản              | Nhật Bản              | Nhật Bản              | Giải vô địch | Giải vô địch | Cúp Hoàng đế Nhật Bản | Cúp Hoàng đế Nhật Bản | Tổng cộng | Tổng cộng |
| --------------------- | --------------------- | --------------------- | ------------ | ------------ | --------------------- | --------------------- | --------- | --------- |
| 2012                  | Honda FC              | JFL                   | 28           | 0            | –                     | –                     | 28        | 0         |
| 2013                  | Honda FC              | JFL                   | 34           | 0            | –                     | –                     | 34        | 0         |
| 2014                  | FC Ryūkyū             | J3 League             | 31           | 1            | 1                     | 0                     | 32        | 1         |
| 2015                  | FC Ryūkyū             | J3 League             | 34           | 1            | 2                     | 0                     | 36        | 1         |
| 2016                  | Fujieda MYFC          | J3 League             | 26           | 2            | –                     | –                     | 26        | 2         |
| 2017                  | Fujieda MYFC          | J3 League             | 31           | 1            | –                     | –                     | 31        | 1         |
| Tổng cộng sự nghiệp   | Tổng cộng sự nghiệp   | Tổng cộng sự nghiệp   | 184          | 5            | 3                     | 0                     | 187       | 5         |